# Elisabeth Rynell

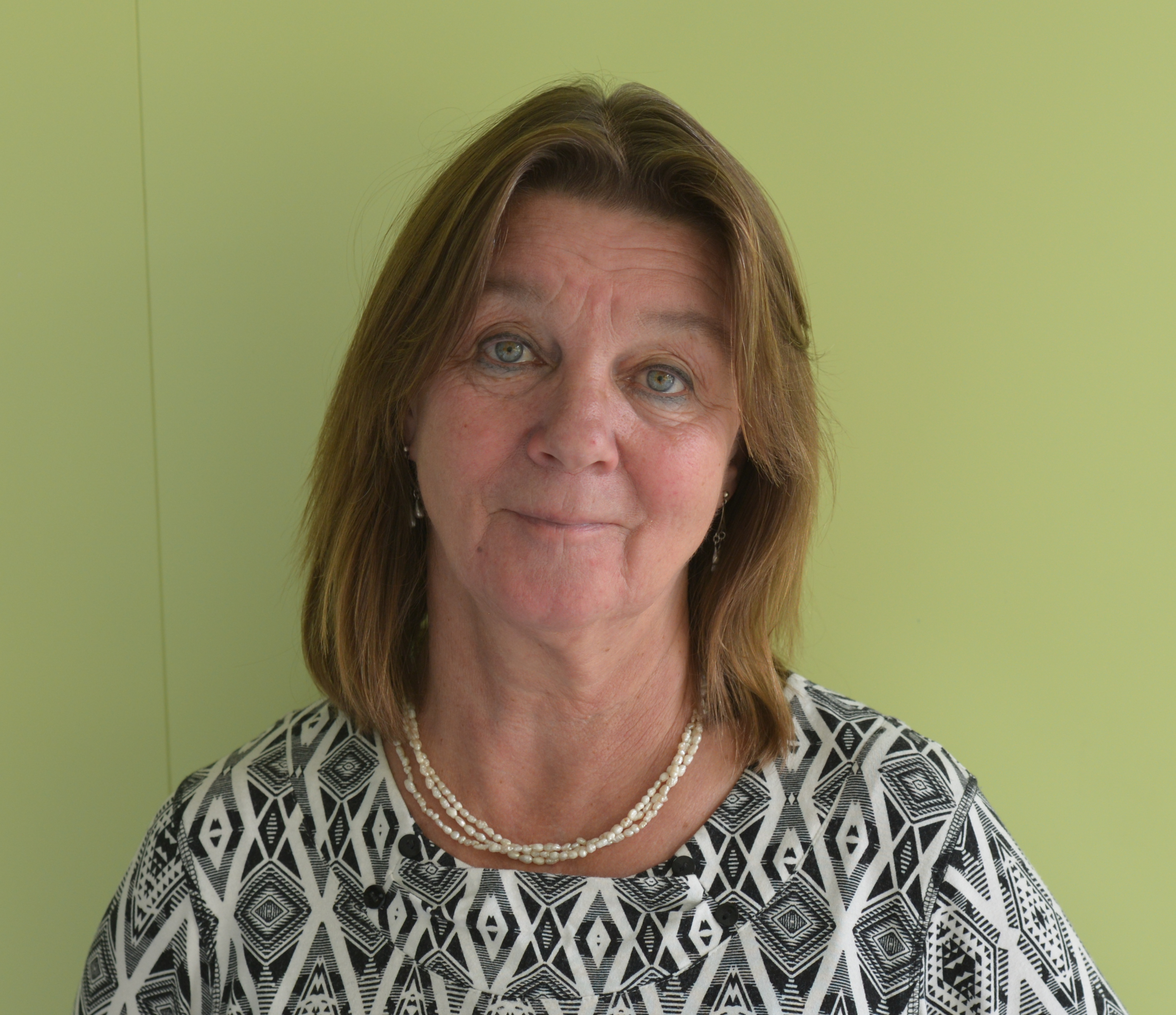
Elisabeth Rynell, 2017

Elisabeth Rynell (* 7. Mai 1954 in Stockholm, Schweden) ist eine schwedische Schriftstellerin.

## Leben
Elisabeth Rynell wuchs in Stockholm auf. Mit dem Gedichtband Lyrsvit m.m. gnöl debütierte sie 1975 im Alter von 21 Jahren als Autorin. Thematisch verarbeitet sie den Krebstod ihrer Mutter, Traumata während einer Indienreise und Abtreibung. Von 1975 bis 1979 arbeitete sie beim Proseläten. Noch im selben Jahr veröffentlichte sie mit Veta hut ihren ersten Roman. Nachdem sie in den 1980er Jahren hauptsächlich Poesie schrieb, hatte sie mit dem vom Publikum und Kritikern hochgelobten Roman Hohaj ihren bisher größten literarischen Erfolg. Das Buch wurde nach einer Übersetzung von Verena Reichel im Jahr 2000 unter dem deutschen Titel Schneeland im Münchener Goldmann Verlag veröffentlicht. Nur fünf Jahre später erschien nach Inszenierung von Hans W. Geißendörfer mit Julia Jentsch, Ulrich Mühe und Thomas Kretschmann in den Hauptrollen die deutschsprachige Verfilmung.
Neben dem Romanpreis des Schwedischen Radios 1998 für Schneeland wurde Rynell unter anderem 2004 mit dem Aniara-Preis und 2007 mit dem Dobloug-Preis ausgezeichnet. Seit einigen Jahren ist Rynell vermehrt als Gastdozentin für Literatur und Kreativen Schreiben an der Universität Umeå tätig. Literarisch wurde sie unter anderem für ihren „eigensinnigen und stur-verhaltenen Blick und Stimme, die ihre Geschichten und Gedichte einen unverwechselbaren [...] Ton und [...] Bildsprache verleiht“, von der philosophischen Fakultät der Universität Umeå 2012 mit einem Ehrendoktor gewürdigt.
Mit ihrem Ehemann zog Rynell von Stockholm weg und lebte mit den beiden gemeinsamen Kindern im Norden Schwedens. Seit 1988 ist sie verwitwet.

## Werke (Auswahl)
Romane
- Veta hut (1979)
- En berättelse om Loka (1990)
- Hohaj (1997)
  - Schneeland, München 2000, Goldmann Verlag, ISBN 3-442-75044-X
- Till Mervas (2002)
  - Die Silberspange, München 2005, btb, ISBN 3-442-75112-8
- Hitta hem (2009)
- Moll (2017)

Lyrik
- Lyrsvit m.m. gnöl (1975)
- Onda dikter (1980)
- Sorgvingesång (1985)
- Sjuk fågel (1988)
- Nattliga samtal (1990)
- Öckenvandrare (1993)
- I mina hus (2006)

Essay
- Skrivandets sinne (2013)

## Auszeichnungen (Auswahl)
- 1987: Dan Andersson-priset
- 1997: Tidningen Vi:s litteraturpris
- 1998: Romanpreis des Schwedischen Radios für Schneeland
- 2004: Aniara-Preis
- 2007: Dobloug-Preis
- 2012: Ehrendoktor der Universität Umeå
- 2014: Sara-Lidman-Preis[3]
- 2014: Norrlands Literaturpreis
- 2022: Gerard-Bonnier-Preis